# Черна любов
„Черна любов“ (на турски: Kara Sevda, Нещастна любов) е турски сериал, чиято премиера е на 14 октомври 2015 г. В главните роли са Бурак Йозчивит, Неслихан Атагюл Доулу и Каан Урганджъоулу. Сериалът, чийто продуцент е Керем Чатай, е под режисурата на Хилал Сарал. Сценаристи са Анъл Еке, Йозлем Йълмаз и Бурджу Гьоргюн Топташ.
На 20 ноември 2017 г. сериалът печели престижната награда „Еми" за най-добър сериал, като се превръща в първата турска продукция, номинирана и спечелила това отличие.

## Сюжет
Кемал Сойдере е син на семейство от средната класа. В последната му година в минното инженерство момиче на име Нихан навлиза в монотонния му живот. Любовта е невъзможна заради класовата разлика между тях, но те успяват да бъдат заедно. Това е до деня, в който Кемал трябва да се премести в мина Зонгулдак, без да знае, че Нихан ще бъде принудена да се омъжи за богатия и безскрупулен бизнесмен Емир Козджуолу, мъж, влюбен в нея от дете. Кемал се изолира на работното си място и един ден, след действията му за помощ при авария в мината, Кемал е повишен и заема висока позиция в компанията. Пет години по-късно Кемал взема решение да се върне в Истанбул, за да се изправи пред миналото си и за да отмъсти на Нихан, че се оженила за Емир. Нихан ражда дете от Кемал, но е принудена да излъже, че то е от Емир. Нихан и Кемал преминават през много изпитания по пътя към любовта. Как ще приключи конфликта между Емир и Кемал? Как ще завърши всичко: щастлив ли ще е края или любовта ще се окаже „черна“?

## Излъчване
| Сезон | Епизоди | Начало на сезона  | Край на сезона | Всички епизоди | ТВ сезон    | ТВ канал | Дата и час    |
| ----- | ------- | ----------------- | -------------- | -------------- | ----------- | -------- | ------------- |
| 1     | 35      | 14 октомври 2015  | 15 юни 2016    | 1 – 35         | 2015 – 2016 | Star TV  | сряда (20:00) |
| 2     | 39      | 21 септември 2016 | 21 юни 2017    | 36 – 74        | 2016 – 2017 | Star TV  | сряда (20:00) |

## Излъчване в България
| Сезон | Епизоди | Начало на сезона    | Край на сезона      | Всички епизоди | ТВ сезон       | ТВ канал     | Дата и час                 |
| ----- | ------- | ------------------- | ------------------- | -------------- | -------------- | ------------ | -------------------------- |
| 1     | 71      | 20 ноември 2017 г.  | 26 февруари 2018 г. | 1 – 71         | 2017 – 2018 г. | Диема Фемили | всеки делничен ден (21:00) |
| 2     | 127     | 27 февруари 2018 г. | 22 август 2018 г.   | 72 – 198       | 2018 г.        | Диема Фемили | всеки делничен ден (21:00) |

## Актьорски състав
- Бурак Йозчивит – Кемал Сойдере
- Неслихан Атагюл Доулу – Нихан Сезин Козджуолу Сойдере
- Каан Урганджъоулу – Емир Козджуоулу
- Хазал Филиз Кючюккьосе – Зейнеп Сойдере Сезин Козджуолу
- Мелиса Аслъ Памук – Асу Аладжахан Сойдере  Козджуолу
- Зерин Текиндор – Лейля Аджемзаде Кандарлъ
- Орхан Гюнер – Хюсеин Сойдере
- Зейно Ераджар – Фехиме Сойдере
- Неше Байкент – Вилдан Аджемзаде Сезин
- Баръш Алпайкут – Озан Сезин
- Рюзгар Аксой – Тарък Сойдере
- Али Бурак Джейлян – Туфан Канер
- Бурак Серген – Галип Козджуоулу
- Керем Алъшък – Айхан Кандарлъ
- Уур Аслан – Зехир/Фикрет
- Ерхан Алпай – Хакан
- Арвен Берен – Дениз Козджуоулу Сойдере
- Чаала Демир – Бану Акмерич Сойдере
- Гьокай Мюфтюоулу – Салих
- Кюршат Алнъачик – Ондер Сезин
- Метин Джошкун – Хакъ Аладжахан
- Едже Мудесироулу – Зехра Тозкан
- Нихан Ашъчъ – Ясемин
- Елиф Йозкул – Сема

## Награди и номинации
| Година | Категория                             | Номиниран              |
| ------ | ------------------------------------- | ---------------------- |
| 2015   | „Най-добра актриса“                   | Неслихан Атагюл Доулу  |
| 2015   | „Най-добър актьор“                    | Бурак Йозчивит         |
| 2015   | „Най-добра актриса в поддържаща роля“ | Зерин Текиндор         |
| 2015   | „Най-добър актьор“                    | Каан Урганджъоулу      |
| 2016   | „Най-добър драматичен актьор“         | Бурак Йозчивит         |
| 2016   | „Най-добра актриса в поддържаща роля“ | Хазал Филиз Кючюккьосе |
| 2016   | „Сериал на годината“                  | Черна любов            |
| 2016   | „ТВ изпълнение на годината“           | Бурак Йозчивит         |
| 2016   | „Най-добра актриса“                   | Неслихан Атагюл Доулу  |
| 2016   | „Специални награди“                   | Черна любов            |
| 2016   | „Най-добър сериал“                    | Черна любов            |
| 2016   | „Най-добра актриса“                   | Неслихан Атагюл Доулу  |
| 2017   | Награда „Еми“ за най-добър сериал     | Черна любов            |

## В България
В България сериалът започва излъчване на 25 септември 2017 г. в мрежата на телевизионния оператор „Булсатком“, а на 20 ноември по Диема Фемили и завършва на 22 август 2018 г. На 2 декември 2019 г. започва ново повторение и завършва на 5 ноември 2020 г. На 3 февруари 2019 г. започва повторно излъчване по Нова телевизия и завършва на 31 януари 2020 г. Ролите се озвучават от Христина Ибришимова, Даниела Йорданова, Лиза Шопова, Димитър Иванчев, Стефан Сърчаджиев-Съра и Симеон Владов.
На 1 ноември 2021 г. започва повторно излъчване по TDC под името „Обречена любов“.